# أغنانتيرون (كارديتسا)
أغنانتيرون (Αγναντερόν) هي مدينة في كارديتسا في مقاطعة فوريا إلادا في اليونان.
يبلغ عدد سكانها حوالي 1560 نسمة.